# Thomas Dale Akers
Thomas Dale Akers, genannt „Tom“ (* 20. Mai 1951 in St. Louis, Missouri, USA) ist ein ehemaliger US-amerikanischer Astronaut.

## Jugend und Ausbildung
Akers wuchs in dem Dorf Eminence auf, das 200 Kilometer nordöstlich von St. Louis liegt. Nach der High School studierte er Angewandte Mathematik an der University of Missouri. 1973 erwarb er einen Bachelor und zwei Jahre später einen Master.

## Astronautentätigkeit
1990 flog Akers seinen ersten Raumflug mit der Mission STS-41 als Missionsspezialist. 1992 flog er wieder als Missionsspezialist bei seinem zweiten Raumflug mit der Mission STS-49. In den folgenden Flügen (1993 STS-61 und 1996 STS-79) übte er dieselbe Funktion aus.

### Flug mit STS-41
Der Start von STS-41 erfolgte am 6. Oktober 1990 am Kennedy Space Center. Der Flug dauerte 4 Tage, 2 Stunden und 10 Minuten. Es wurden mehrere kleinere Experimente ausgeführt sowie die Sonnensonde Ulysses ausgesetzt. Die Mission endete am 10. Oktober 1990 mit der Landung auf der Luftwaffenbasis Edwards.

### Flug mit STS-49
Am 7. Mai 1992 startete die Mission STS-49. Der Start- sowie der Landeort waren die gleichen wie bei Akers erstem Raumflug. Ziel dieser Mission war es, den Kommunikationssatelliten Intelsat VI-F3 für eine Reparatur einzufangen. Nach zwei vergeblichen Außenbordtätigkeiten (EVAs) von Pierre Thuot und Richard Hieb war Akers bei der dritten und erfolgreichen Aktion dabei. Die Astronauten mussten den Satelliten von Hand einfangen, worauf er einen neuen Apogäumsmotor erhielt und auf eine geostationäre Umlaufbahn gebracht wurde. Akers führte noch eine zweite EVA mit seiner Kollegin Kathryn Thornton aus, um Strukturen und Werkzeuge zu testen. Am 16. Mai 1992 erfolgte die Landung. Akers und der Rest der Besatzung waren 8 Tage, 21 Stunden und 17 Minuten unterwegs gewesen.

### Flug mit STS-61
Am 2. Dezember 1993 startete die Mission STS-61 vom Kennedy Space Center. Das Ziel der Mission war, das Hubble Space Telescope (HST) einzufangen und zu reparieren. Jeff Hoffman und Story Musgrave, Akers und seine Kollegin Kathryn Thornton unternahmen zu diesem Zweck jeweils einen Ausstieg in den Weltraum. Die vierte EVA unternahmen wieder Akers und Thornton, um ein minderwertiges Photometer durch eine Linse zu ersetzen, die den enormen Spiegelfehler des Teleskopes ausgleichen sollte. Die fünfte und letzte EVA unternahmen wieder Hoffman und Musgrave, ebenfalls mit dem Auftrag, einen Austausch durchzuführen. Die Solarzellenflächen bekamen einen neuen elektronischen Solarantrieb und dazu einige Magnometer, deren Schutzhüllen von den Kollegen von Akers, Nicollier und Bowersox, aus Restmaterial gebastelt worden waren. Nachdem die schwere Reparatur durchgeführt wurde, konnte das HST wieder ausgesetzt werden. Die dritte Mission von Akers endete am 13. Dezember 1993.

### Flug mit STS-79
STS-79 startete am 16. September 1996 zur Raumstation Mir vom Kennedy Space Center, wo die Mission auch später wieder endete. Das Space Shuttle Atlantis war vier Tage an der Raumstation angekoppelt. Bei dieser Mission wurde das Mir-Besatzungsmitglied Shannon Lucid von John Blaha, der mit STS-81 zurückflog, abgelöst. Nach dem Austausch von Versorgungsgütern und Experimenten kehrte die Mission am 26. September 1996 auf die Erde zurück. Der Flug dauerte 10 Tage, 3 Stunden und 19 Minuten.
Er schied am 1. August 1997 aus dem Astronautenkader aus.

## Privates
Akers ist verheiratet und hat zwei Kinder.

## Belege
- Kurzbiografie von Thomas Dale Akers bei spacefacts.de
- NASA-Biografie von Thomas Dale Akers (englisch; PDF)
- Biografie von Thomas Dale Akers in der Encyclopedia Astronautica (englisch)

| Personendaten    | Personendaten               |
| ---------------- | --------------------------- |
| NAME             | Akers, Thomas Dale          |
| KURZBESCHREIBUNG | US-amerikanischer Astronaut |
| GEBURTSDATUM     | 20. Mai 1951                |
| GEBURTSORT       | St. Louis, Missouri, USA    |